# Binnennete
De Binnennete is een afgesloten stuk rivier van de Kleine Nete daar waar deze door de binnenstad van de stad Lier loopt, in de Belgische provincie Antwerpen. 
Vroeger was de Binnennete een bevaarbare waterloop waarop schepen tot in het centrum van de stad voeren om hun lading te lossen.
Ten noorden van Lier is ze afgesloten door de Albertvaart waardoor er geen verbinding meer is met de natuurlijke waterloop. Het Spuihuis fungeerde hier vroeger als sluis om het waterniveau in de binnenstad te regelen.
In het zuiden van de stad, ter hoogte van het stadspark, stroomt ze samen met de Grote Nete en vormt ze de Nete of de Beneden Nete. Hier is ze echter afgesloten door een sluis. 
Tegenwoordig wordt de Binnennete enkel nog gebruikt voor:
- Rondvaarten van de Moedige Bootvissers
- Theater/muziekvoorstellingen
- Intrede van de Sint in Lier

Occasioneel is het mogelijk dat de Binnennete in de winter volledig dichtvriest. In 2012 gebeurde dit voor de eerste keer in 15 jaar.

## Bruggen over de Binnennete
- Predikherenbrug
- Aragonbrug aan het Hof van Aragon
- Hoogbrug ten zuiden van de Vismarkt
- Sint-Jansbrug, ter hoogte van de Zimmertoren